# 科隆城铁

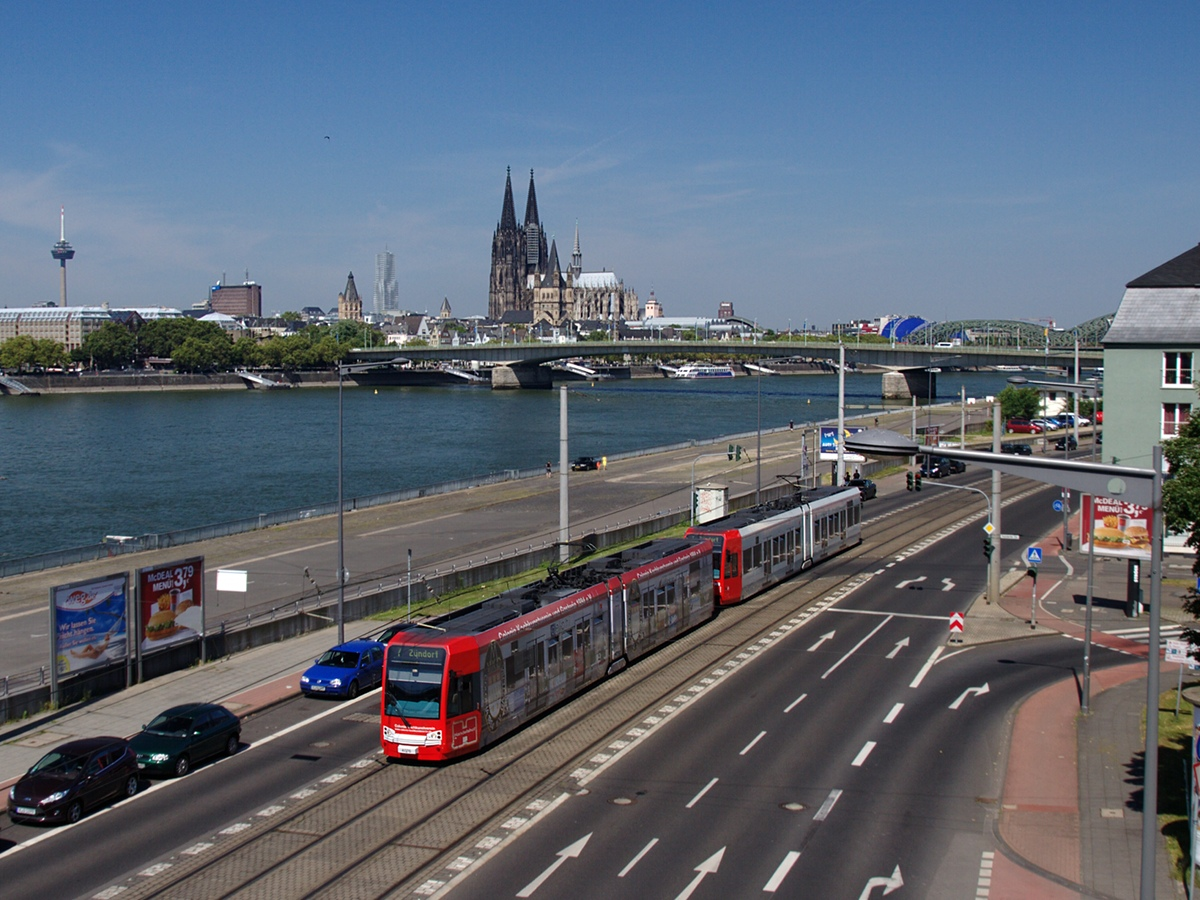

科隆城铁（德語：Stadtbahn Köln）是德國城市科隆的輕軌交通系統。科隆早在19世紀後期就已經有路面電車系統。二戰期間，由於遭到空襲，科隆的路面電車系統也嚴重被毀。因此自1960年代開始，科隆開始重建路面電車系統。現在科隆街車既有在地上行駛的部分，也有在地下行駛的部分。現在科隆城铁共有12條路線。